# Каркалайка (притока Нилги)
Каркала́йка (рос. Каркалайка) — річка в Удмуртії (Увинський район), Росія, права притока Нилга.
Річка починається на північно-східній околиці присілку Великий Каркалай. Тече спочатку на південний захід, біля села Каркалай повертає на південний схід, у середній течії повертає на південний захід. Після прийняття правої притоки Сямпок різко повертає на південний схід. Впадає до Нилги навпроти села Вішур. Приймає багато дрібних приток, найбільші з яких права Сямпок та ліва Люквай. Річище майже на всьому протязі має заліснені береги, у верхній та середній течіях заболочене. У нижній ділянці течії лівий берег багатий на торф, де ведуться його розробки. Саме сюди, з метою вивезення торфу, у другій половині 20 століття була прокладена вузькоколійна залізниця від села Областна.
Над річкою розташовано присілок Великий Каркалай та село Каркалай, у межах яких річку перетинають автомобільний та залізничний мости.